# تومور اندومتریوئید
تومور اندومتریوئید (انگلیسی: Endometrioid tumor) گروهی از تومورها هستند که در رحم یا تخمدان‌ها ایجاد می‌شوند و از لحاظ بافت‌شناسی شبیه غدد آندومتر رحم هستند. این تومورها ۸۰٪ سرطان‌های کارسینومی آندومتر: ۷۲۴  و ۲۰٪ تومورهای بدخیم تخمدان را تشکیل می‌دهند.: ۷۲۸ .
تومور اندومتریوئید یکی از انواع تومورهای استرومائی-اپیتلیومی سطحی است و بیشتر آنها بدخیمی هستند. این تومورها با آندومتریوز و سرطان همزمان آندومتر ارتباط دارند.
در بررسی‌های پاتولوژیک، این تومورها کیست‌مانند هستند و ممکن است توپُر باشند و برخی هم در درون آندومتریوز کیستی ایجاد شوند. تومور اندومتریوئید در ۴۰ درصد موارد دوطرفه هستند.

کارسینوم اندومتریوئید همچنین می‌تواند در بافت درونی رحم ایجاد شود.
تومورهای درجه ۱ و ۲ را «نوع ۱» سرطان آندومتر در نظر می‌گیرند، در حالی که تومور درجه ۳ را «نوع ۲» سرطان آندومتر می‌نامند.

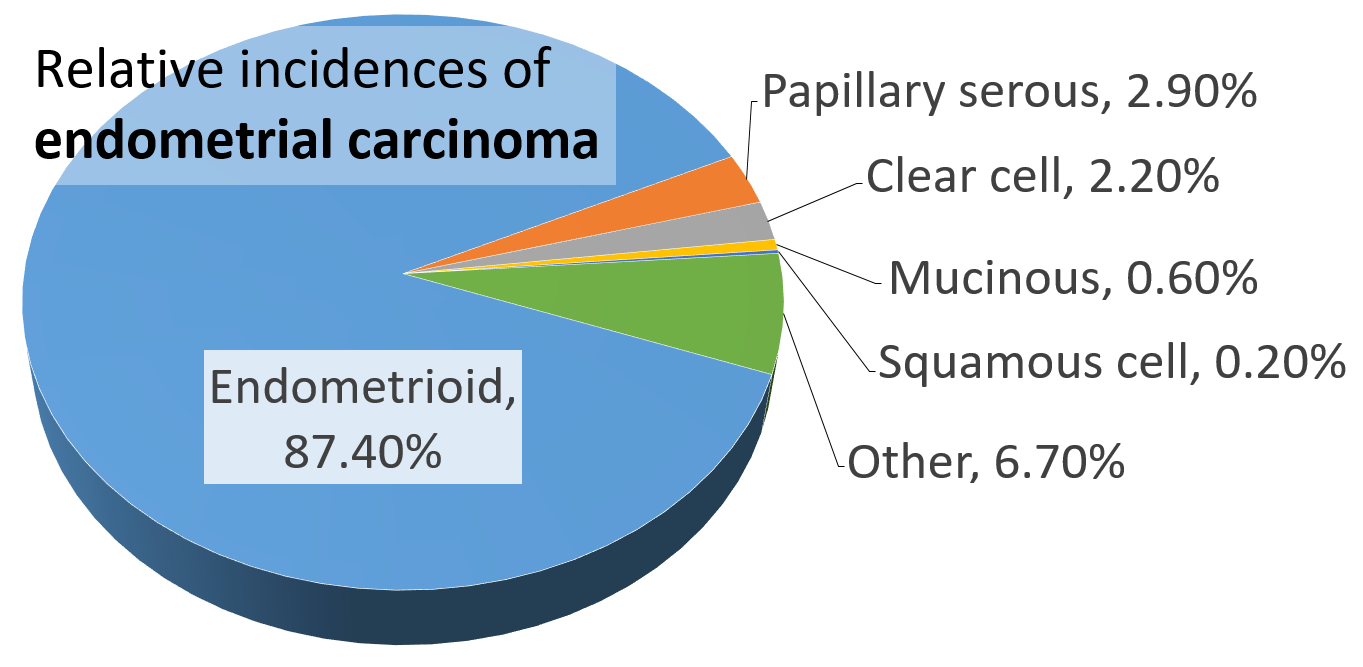
نمودار بروز نسبی سرطان آندومتر که نشان می‌دهد تومور اندومتریوئید شایع‌ترین گونه است.